# 인퍼머스 (2006년 영화)
인퍼머스(Infamous)는 미국에서 제작된 더글러스 맥그라스 감독의 2006년 드라마 영화이다. 작가 트루먼 커포티의 일대기에 대해 다룬 영화이다. 토비 존스 등이 주연으로 출연하였고 앤 워커 맥베이 등이 제작에 참여하였다.

## 출연

### 주연
- 토비 존스
- 산드라 블록

### 조연
- 다니엘 크레이그
- 기네스 팰트로
- 시고니 위버
- 제프 다니엘스
- 이사벨라 로셀리니
- 홉 데이비스
- 줄리엣 스티븐슨
- 모건 페리스
- 피터 보그다노비치

## 제작진
- 원작자: 조지 플림톤
- 미술: 주디 벡커
- 의상: 루스 마이어스
- 배역: 엘렌 루이스
- 배역: 베스 셉코

## 같이 보기
- 카포티